# Satyrichthys hians
Satyrichthys hians är en fiskart som först beskrevs av Gilbert och Cramer, 1897.  Satyrichthys hians ingår i släktet Satyrichthys och familjen Peristediidae. Inga underarter finns listade i Catalogue of Life.